# Eleições legislativas portuguesas de 1822
As eleições legislativas portuguesas de 22 de novembro de 1822 foram as únicas eleições realizadas na vigência da Constituição de 1822, de acordo com a lei de 11 de julho de 1822 (30 divisões eleitorais plurinominais no continente e ilhas). São eleitos 118 deputados (102 no continente e 9 nas ilhas, todos por círculos plurinominais, mais 7 círculos uninominais no ultramar).
Eleição de 118 deputados. Vitória do situacionismo vintista.